# Euthymīs Kioumourtzoglou
Euthymīs Kioumourtzoglou (in greco Ευθύμης Κιουμουρτζόγλου?; Salonicco, 28 settembre 1952) è un allenatore di pallacanestro greco.

## Carriera
Alla guida della Nazionale greca ha vinto l'argento agli Europei 1989. Ha allenato l'Īraklīs, il Panathīnaïkos, il PAOK, il Paniōnios, l'Arīs.